# Micurus affinis
Micurus affinis là một loài bọ cánh cứng trong họ Cerambycidae.